# RFL Championship 1916-17
La Northern Rugby Football Union Wartime Emergency League de 1916-17 fue la vigésimo segunda temporada del torneo de rugby league más importante de Inglaterra.
El campeonato fue un torneo de emergencia no oficial debido a la Primera Guerra Mundial, por lo tanto no se cuenta dentro del palmarés oficial de la competición.

## Formato
Las divisiones 1 y 2 fueron combinadas, enfrentándose a nivel de los condados de Lancashire y Yorkshire y posteriormente confeccionado una tabla global, esto provocó que los equipos enfrentaran una cantidad desigual de encuentros.
Se otorgaron 2 puntos por cada victoria, 1 por el empate y 0 por la derrota.

## Desarrollo

### Tabla de posiciones
| Pos. | Equipo               | Encuentros | Encuentros | Encuentros | Encuentros | Tantos | Tantos | Tantos | Puntos | Porcentaje de triunfos |
| Pos. | Equipo               | PJ         | PG         | PE         | PP         | F      | C      | Dif    | Puntos | Porcentaje de triunfos |
| ---- | -------------------- | ---------- | ---------- | ---------- | ---------- | ------ | ------ | ------ | ------ | ---------------------- |
| 1    | Dewsbury Rams        | 32         | 26         | 0          | 6          | 542    | 170    | 372    | 52     | 81.25                  |
| 2    | Leeds                | 31         | 23         | 4          | 4          | 452    | 107    | 345    | 50     | 80.65                  |
| 3    | Leigh                | 28         | 20         | 2          | 6          | 317    | 143    | 174    | 42     | 75                     |
| 4    | Barrow Raiders       | 17         | 12         | 0          | 5          | 225    | 57     | 168    | 24     | 70.59                  |
| 5    | Wigan                | 32         | 21         | 0          | 11         | 340    | 168    | 172    | 42     | 65.63                  |
| 6    | Batley Bulldogs      | 29         | 16         | 6          | 7          | 309    | 176    | 133    | 38     | 65.52                  |
| 7    | Hull                 | 31         | 18         | 1          | 12         | 439    | 319    | 120    | 37     | 59.68                  |
| 8    | Swinton Lions        | 32         | 17         | 1          | 14         | 252    | 197    | 55     | 35     | 54.69                  |
| 9    | Hull Kingston Rovers | 25         | 12         | 3          | 10         | 180    | 241    | -61    | 27     | 54                     |
| 10   | Halifax RLFC         | 28         | 14         | 2          | 12         | 182    | 226    | -44    | 30     | 53.57                  |
| 11   | Widnes Vikings       | 21         | 10         | 2          | 9          | 145    | 122    | 23     | 22     | 52.38                  |
| 12   | Warrington           | 30         | 14         | 2          | 14         | 258    | 205    | 53     | 30     | 50                     |
| 13   | St Helens Recs       | 30         | 14         | 1          | 15         | 228    | 211    | 17     | 29     | 48.33                  |
| 14   | Bradford Northern    | 26         | 12         | 1          | 13         | 190    | 226    | -36    | 25     | 48.08                  |
| 15   | Bramley RLFC         | 24         | 9          | 5          | 10         | 150    | 156    | -6     | 23     | 47.92                  |
| 16   | Wakefield Trinity    | 18         | 7          | 3          | 8          | 119    | 141    | -22    | 17     | 47.22                  |
| 17   | Oldham RLFC          | 23         | 10         | 1          | 12         | 138    | 221    | -83    | 21     | 45.65                  |
| 18   | Hunslet FC           | 30         | 12         | 3          | 15         | 266    | 297    | -31    | 27     | 45                     |
| 19   | Broughton Rangers    | 35         | 15         | 1          | 19         | 228    | 266    | -38    | 31     | 44.29                  |
| 20   | Salford              | 30         | 12         | 1          | 17         | 194    | 228    | -34    | 25     | 41.67                  |
| 21   | St. Helens           | 23         | 8          | 0          | 15         | 138    | 266    | -128   | 16     | 34.78                  |
| 22   | Runcorn RFC          | 18         | 5          | 0          | 13         | 56     | 265    | -209   | 10     | 27.78                  |
| 23   | Huddersfield         | 26         | 4          | 4          | 18         | 129    | 368    | -239   | 12     | 23.08                  |
| 24   | Rochdale Hornets     | 26         | 5          | 1          | 20         | 73     | 283    | -210   | 11     | 21.15                  |
| 25   | Brighouse Rangers    | 17         | 1          | 0          | 16         | 59     | 311    | -252   | 2      | 5.88                   |
| 26   | York FC              | 18         | 1          | 0          | 17         | 81     | 320    | -239   | 2      | 5.56                   |

|  | Campeón. |